# Andrej Prean Nagy
Andrej Prean Nagy (* 8. September 1923 in Vulcan, Rumänien; † 5. September 1997 in Tunis, Tunesien), auch András Nagy und André Nagy, war ein ungarischer Fußballspieler und -trainer rumänischer Herkunft, der im Verlauf seiner Karriere auf drei Erdteilen in acht Ländern tätig war.

## Spielerkarriere

### Vereine
Nagy begann das Fußballspielen bei Minerul Vulcan, dem in seinem Geburtsort im Kreis Hunedoara ansässigen Fußballverein. 1938 wurde er vom ungarischen Hauptstadtverein Ferencváros Budapest verpflichtet und zunächst in deren Reservemannschaft eingesetzt. Zur Saison 1939/40 rückte er in die erste Mannschaft auf und debütierte am 1. November 1939 beim 8:1-Sieg gegen den Kassai AC in der Nemzeti Bajnokság, der höchsten ungarischen Spielklasse. Es folgten weitere sporadische Einsätze in der ersten Mannschaft, mit der er sowohl 1940 als auch 1941 die Meisterschaft gewann. Von 1941 an konnte er sich als Stammspieler etablieren und verfehlte anschließend den erneuten Gewinn der Meisterschaft, jedoch gewann er mit seinen Mitspielern von 1942 bis 1944 den nationalen Vereinspokal; Ende des Jahres 1944 verließ er Budapest.
Auf seinen Abschied aus Budapest folgte der Gang ins Ausland, als er Ungarn im Januar 1945 für immer verließ. In der zweiten Jahreshälfte 1945 spielte er für den deutschen Erstligisten FC Bayern München, der im selben Jahr mit der Aufnahme in die Oberliga Süd nach dem Zweiten Weltkrieg wieder in den offiziellen Spielbetrieb aufgenommen wurde.
Der Ungar blieb den Münchenern nur kurzzeitig treu und zog weiter nach Frankreich, wo er 1946 in den Kader des Erstligisten AS Cannes-Grasse aufgenommen wurde. Für diese bestritt er jedoch kein einziges Pflichtspiel, bis er im Sommer 1947 im Ligarivalen Olympique Marseille einen neuen Arbeitgeber fand. Am 1. September 1947 gab er für diesen bei der 0:4-Niederlage gegen den FC Nancy sein Debüt in der höchsten französischen Spielklasse, die damals schon professionell ausgerichtet war. Er etablierte sich als fester Bestandteil der ersten Elf und war so Teil eines Teams, das 1948 französischer Meister wurde. Damit war es ihm nach seinen beiden Meisterschaften in Ungarn gelungen, in zwei verschiedenen Ländern den nationalen Titel zu gewinnen. In der Folgespielzeit erreichte er mit zwölf Treffern seine beste Ausbeute vor dem Tor, schloss mit der Mannschaft jedoch als Dritter diese ab. 1950 verließ er Marseille und wechselte zum Ligakonkurrenten Racing Strasbourg, in der er sich als Stammspieler rasch einfügte und mit dieser ins Pokalendspiel 1951 vordrang. Im Finale gegen die US Valenciennes kam er zum Einsatz und erzielte in der 87. Minute das Tor zum 3:0-Endstand; damit wurde er auch außerhalb Ungarns Pokalsieger.
Am 18. Januar 1952 wechselte Nagy ein weiteres Mal in ein anderes Land und schloss sich dem auf den Kanarischen Inseln an der Westküste Afrikas beheimateten spanischen Erstligisten UD Las Palmas an.
Bei Las Palmas war er meist als Teil der ersten Elf gesetzt und musste 1952 den Abstieg der Mannschaft in die zweite Liga miterleben. 1954 folgte der Wiederaufstieg und Nagy blieb dem Verein treu, wurde nach dem geglückten Sprung in die Erstklassigkeit aber nicht mehr eingesetzt. Daraufhin beendete er 1955 mit 31 Jahren nach 89 Erstligapartien und drei Toren in Ungarn, 84 Erstligapartien und 24 Toren in Frankreich sowie acht Erstligapartien ohne Tor und 45 Zweitligapartien und elf Toren in Spanien seine Profilaufbahn.

### Nationalmannschaft
Nagy war 19 Jahre alt, als er am 12. September 1943 in Stockholm beim 3:2-Sieg gegen die Auswahl Schwedens zum ersten Mal für die A-Nationalmannschaft ein Länderspiel bestritt. Sein drittes und letztes absolvierte er am 7. November desselben Jahres bei der 2:7-Niederlage in Budapest, bei welcher der Gegner erneut Schweden hieß. Da er Ungarn 1944 dauerhaft verließ, wurde er danach nicht mehr für die Auswahl des Landes berücksichtigt.

## Erfolge als Spieler
- Ungarischer Meister 1940, 1941
- Ungarischer Pokalsieger 1942, 1943, 1944
- Französischer Meister 1948
- Französischer Pokalsieger 1951

## Trainerkarriere
Der frühere Profi übernahm 1957 beim Schweizer Amateurklub FC Lengnau die Verantwortung als Trainer und hatte das Amt bis 1959 inne. Ab 1960 coachte er eine tunesische Mannschaft, ehe er im Sommer 1961 beim französischen Zweitligisten US Forbach angestellt wurde. Bei Forbach wurde er im Dezember desselben Jahres aufgrund des ausbleibenden sportlichen Erfolgs wieder entlassen, da die Mannschaft zuvor lediglich zwei Punktspiele gewonnen hatte. Von 1963 bis 1967 trainierte er den tunesischen Erstligisten Sfax Railways Sports. Anschließend wechselte er in die Vereinigten Staaten, wo er im Jahr 1968 erst die Washington Whips, dann die Detroit Cougars trainierte. Seine Zeit in die Vereinigten Staaten war auf diese Spielzeit begrenzt, sodass er nach Tunesien kehrte zurück, wo ihm von 1969 bis 1971 die Trainerverantwortung beim Club Africain Tunis übertragen wurde.
1974 wurde dem Ungarn das Amt des tunesischen Nationaltrainers übertragen, welches er bis 1975 ausführte, ehe ihm Abdelmajid Chetali nachfolgte. Er widmete sich wieder Vereinsmannschaften und wurde 1976 beim algerischen JS Kabylie angestellt. 1977 zog es ihn wieder nach Tunesien, wo er ein zweites Mal den Club Africain übernahm. Bei diesem blieb er bis 1981 im Amt und wurde 1984 für die Dauer eines Jahres zum Verein zurückgeholt. Seine letzte Station war von 1986 bis 1987 der tunesische Club Sportif de Hammam-Lif.

## Erfolge als Trainer
- Tunesischer Pokalsieger 1970